# Cycloramphus carvalhoi
Cycloramphus carvalhoi é uma espécie de anfíbio  da família Cycloramphidae.
É endémica do Brasil.
Os seus habitats naturais são: regiões subtropicais ou tropicais húmidas de alta altitude.